# Laureano Poza Estévez
Laureano Poza Estévez (Galicia, ¿? - Pontevedra, 17 de marzo de 1900) fue un empresario y político español.

## Trayectoria
Ebanista y contratista de obras en Pontevedra, fue también espiritista. Se casó con Casilda Cobas Juncal y fue padre de Celestino, Joaquín, Josefa, Casilda, Agripina y Peregrina Poza Cobas.